# 27082 Donaldson-Hanna
27082 Donaldson-Hanna è un asteroide della fascia principale. Scoperto nel 1998, presenta un'orbita caratterizzata da un semiasse maggiore pari a 2,2147652 au e da un'eccentricità di 0,1600633, inclinata di 5,27702° rispetto all'eclittica.
L'asteroide è dedicato alla geologa statunitense Kerri Donaldson-Hanna.